# 45分 (古内東子の曲)
「45分」（よんじゅうごふん）は、古内東子の15枚目のシングル。1999年10月27日にソニー・レコードからリリースされた。

## 収録曲
作詞・作曲・編曲：古内東子
1. 45分
2. 返事 （piano version）